# WWF Intercontinental Tag Team Championship
Il WWF Intercontinental Tag Team Championship è stato un titolo di breve durata creato nel 1991, questo poteva essere difeso sia nella WWF che nella UWF Japan. Il titolo è stato abbandonato nel tardo 1991 quando la WWF si separò dalla UWF Japan. Questo titolo è subordinato al WWF Tag Team Championship
| Wrestlers:                                                     | N. di volte: | Data:          | Note:              |
| -------------------------------------------------------------- | ------------ | -------------- | ------------------ |
| Perro Aguayo e Gran Hamada                                     | 1            | 7 gennaio 1991 | Vincono le cinture |
| Cinture ritirate dopo la separazione tra la WWF e la UFW Japan |              |                |                    |